# سكاي جيت للطيران الدولي
كانت شركة سكاي جيت للطيران الدولي Sky Gate International Aviation شركة طيران مستأجرة مقرها في عمان ، الأردن . ،  والتي تأسست في عام 2003. في عام 2008، تم إغلاق شركة الطيران.  كانت شركة سكاي جيت للطيران الدولية ضمن قائمة شركات الطيران المحظورة في الاتحاد الأوروبي .

## الأسطول

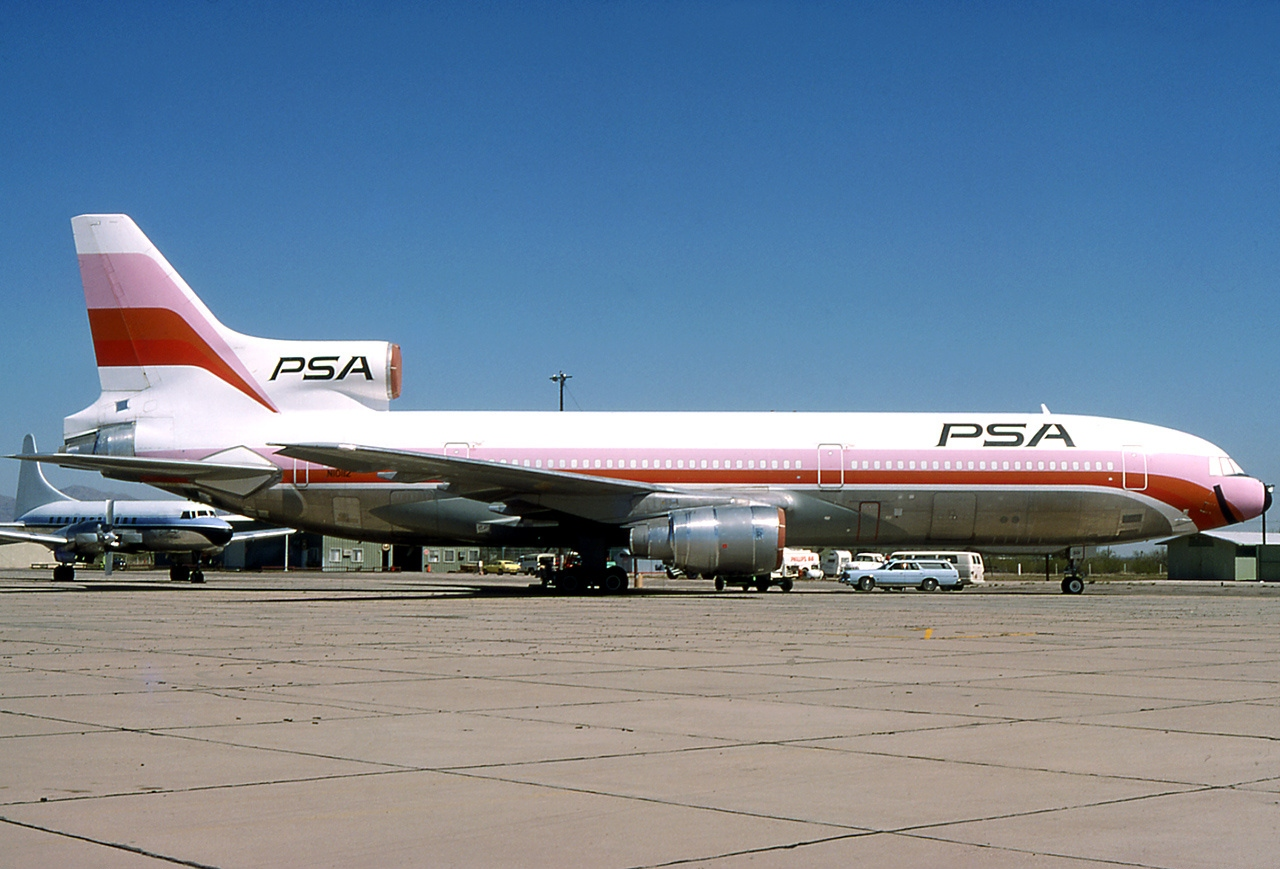

تضمن أسطول شركة سكاي جيت للطيران الدولي الطائرات التالية (حتى 10 سبتمبر 2008):[بحاجة لمصدر]
- 3 لوكهيد إل-1011 تراي ستار
- 1 طائرة بوينج 747-400